# Пергиды
Пергиды (лат. Pergidae) — семейство сидячебрюхих перепончатокрылых из группы пилильщиков надсемейства Tenthredinoidea. Семейство включает в себя около 430 видов, в том числе единственный вид бескрылых пилильщиков.

## Описание
Длина 4-25 мм. Жилкование крыльев редуцировано по сравнению с другими пилильщиками. Усики из 4-25 члеников, всех видов (от нитевидных до гребенчатых и булавовидных). Щупики: лабиальные 1-4 члениковые, максиллирные 2-6-члениковые. Шпоры на ногах: 1-2 на передних, 0-2 на средних и 0-1 на задних. Заднее крыло без медиальной (M) и анальной ячеек (A).

## Распространение
Встречаются в южном полушарии (Австралия и Океания, Центральная и Южная Америка). Отсутствуют в Европе, большей части Азии и Африке. В Западном полушарии 34 валидных рода и 271 валидный вид, а в Восточном полушарии 26 родов и 163 вида, в том числе 140 видов в Австралии и 23 вида в Индонезии (Сулавеси, Западное Папуа) и Папуа Новой Гвинеи.

## Классификация
В мировой фауне 14 подсемейств, 59 родов и 431 вид
- Acordulecerinae — Неотропика, 100 видов
- Conocoxinae — Неотропика, 5 видов
- Euryinae — Австралазия, 60 видов
- Loboceratinae — Неотропика, 30 видов
- Parasyzygoniinae — Неотропика, 2 вида
- Perginae — Австралазия, 60 видов
- Pergulinae — 17 видов
- Perreyiinae — 90 видов
- Philomastiginae — 6 видов
- Phylacteophaginae — Австралазия, 7 видов
- Pterygophorinae — Австралазия, 20 видов
- Pteryperginae — Австралазия, 3 вида
- Styracotechyinae — Австралазия, 1 вид
- Syzygoniinae— Неотропика, 32 вида